# Синбенедік
Синбенедік (рум. Sânbenedic) — село у повіті Алба в Румунії. Входить до складу комуни Фереу.
Село розташоване на відстані 262 км на північний захід від Бухареста, 44 км на північний схід від Алба-Юлії, 61 км на південний схід від Клуж-Напоки, 141 км на північний захід від Брашова.

## Населення
За даними перепису населення 2002 року у селі проживали 356 осіб.
Національний склад населення села:
| Національність | Кількість осіб | Відсоток |
| -------------- | -------------- | -------- |
| румуни         | 243            | 68,3%    |
| угорці         | 98             | 27,5%    |
| цигани         | 15             | 4,2%     |

Рідною мовою назвали:
| Мова      | Кількість осіб | Відсоток |
| --------- | -------------- | -------- |
| румунська | 250            | 70,2%    |
| угорська  | 97             | 27,2%    |
| циганська | 9              | 2,5%     |